# بريدنيزون
بريدنيزون (بالإنجليزية: Prednisone)‏ يصنف على أنه من الأدوية الستيروئيدية القشرية (كورتيكوستيروئيد) المركبة، فعال بشكل خاص في كبت المناعة، ويشمل تأثيره كامل الجهاز المناعي. يستخدم لعلاج بعض الأمراض الالتهابية و (في جرعات أكبر)السرطان، لكنه يمتلك آثاراً سلبية هامة. عادة ما يؤخذ عن طريق الفم، ولكن يمكن أن يعطى عن طريق الحقن العضلي أو الحقن الوريدي. يمتلك أساساً تأثير السكريات القشرية (غلوكوكورتيكويد). بريدنيزون هو صيغة أولية يتم تحويله في الكبد إلى بريدنيزولون، والذي يعد الدواء الفعال كما أنه ستيروئيد

## الاستخدام
يستخدم البريدنيزون في أمراض المناعة الذاتية، الأمراض الالتهابية (مثل الربو الحاد، الحساسية الشديدة، نوبات الوذمات الوعائية، الالتهاب العضلي الجلدي الطفولي، التهاب الجلد الحاد المسبب بالتماس باليوريوشيول، والذئبة الحمامية الجهازية، التهاب القولون التقرحي، التهاب المفاصل الروماتيزمي، داء ستيل، شلل بل، داء كرون، فرفرية نقص الصفيحات مجهولة السبب، الفقاع، والساركوئيد، التهاب العنبية، أمراض الكلى المختلفة بما في ذلك المتلازمة الكلوية، داء وحيدات النوى المسبب بفيروس ابشتاين-بار، منع وعلاج الرفض في زراعة الأعضاء. استخدم بريدنيزون أيضاً في علاج الصداع النصفي والصداع العنقودي ولعلاج القرحات القلاعية الحادة. كما يمكن أن يستخدم لعلاج التهاب البنكرياس المناعي.
يستخدم بريدنيزون كدواء مضاد للأورام. حيث أنه ذو أهمية عالية في علاج ابيضاض الدم الحاد، لمفوما لا-هودجكين، لمفوما هودجكين، الورم النقيوي المتعدد، وغيرها من الأورام مع المشاركة مع أدوية أخرى مضادة للسرطان.
وعلاوة على ذلك، فإن شركات الأدوية تستخدم اقراص بريدنيزون لمعايرة معدات اختبار الانحلال وفقاً للقوانين الدوائية في الولايات المتحدة.
يمكن أن يعطى البرينيزون وريدياً في حالات الالتهاب الدماغي، كما يحدث في النوبات الدورية التي يسببها التصلب اللويحي المتعدد.
يستخدم بريدنيزون أيضاً في علاج ارتكاس هيركسهايمر، والذي يعد شائعاً خلال علاج من مرض الزهري، ولتأخير ظهور أعراض الضمور العضلي لدوتشين. آلية تأخير ظهور الأعراض غير معروفة.
و بما أنه يثبط غدة الكظر، يستخدم أحيانا في علاج تضخم الغدة الكظرية الخلقي.

## التاريخ
جرى أول تصنيع تجاري جيد لبريدنيزون عام 1955 في مختبرات شركة شيرينغ، والتي أصبحت فيما بعد شركة شيرينغ بلو، من قبل آرثر نوبيل وزملاءه. اكتشفوا حينها أنه يمكن أكسدة الكورتيزون ميكروبيولوجيا إلى بريدنيزون عن طريق بكتيريا Corynebacterium Simplex. طبقت العملية نفسها لإعداد بريدنيزولون من الهيدروكورتيزون. سجل هذا الاكتشاف وتحميه براءات الاختراع الأمريكية.
تم توضيح الفعالية القشرية الكظرية المطورة لهذه المركبات (أكثر من الكورتيزون والهيدروكورتيزون) على الفئران.
قدمت شيرينغ البريدنيزون والبريدنيزولون للأسواق في منتصف الستينات تحت الأسماء تجارية ميتيكورتين وميتيكورتيلون على الترتيب.
تتوفر وصفة هذه الأدوية حالياً لدى العديد من المصنعين كأدوية عامة.

## الاعتماد الدوائي
ينجم تثبيط الكظر عند تعاطي بريدنيزون لمدة تزيد عن 7 أيام. يؤدي هذا الأمر إلى فقدان الجسم القدرة على تصنيع الستيروئيدات القشرية طبيعياً، وبالتالي الاعتماد على بريدنيزون. لهذا السبب، ينبغي أن لا يوقف بريدنيزون فجأة إذا أخذ لأكثر من سبعة أيام، وبدلا من ذلك، ينبغي تخفيض الجرعة تدريجياً. هذه العملية قد تستمر لعدة أيام إذا كانت مدة تعاطي بريدنيزون قصيرة، ولكنها قد تستغرق أسابيعاً أو شهوراً إذا خضع المريض لعلاج طويل الأجل. يؤدي الانقطاع إلى داء أديسون.أما بالنسبة للمرضى ذوي المعالجات المزمنة، فيفضل تناوب الجرعات يومياً، حيث يمكن الحفاظ على وظيفة الغدة الكظرية، مما قد يحد من الآثار الجانبية.
تعمل السكريات القشرية على كبح ردود فعل الوطاء (تخفيض الهرمون المحرض لإفراز الكورتيكوتروبين والكورتيكوفات في الغدة النخامية الأمامية (تخفيض الهرمون الموجه لقشر الكظر). لهذا السبب فإن نظائر السكريات القشرية الخارجية تخفض قدرة الجسم على إنتاج السكريات القشرية بشكل طبيعي. تدفع هذه الآلية إلى الاعتماد في وقت قصير، وقد تكون في غاية الخطورة إذا تم إيقاف الدواء بسرعة كبيرة. يجب أن يعطى الجسم فترة من الزمن ليستعيد القدرة على تصنيع الهرمون المحرض لإفراز الكورتيكوتروبين والهرمون الموجه لقشر الكظر، مما يسمح للغدة الكظرية باستعادة وظيفتها الطبيعية.

## آثار جانبية
آثار جانبية قصيرة الأجل، كما هو الحال مع جميع السكريات القشرية، وتشمل ارتفاع مستويات الجلوكوز في الدم، وبخاصة في مرضى داء السكري أو المرضى الذين يتناولون أدوية أخرى ترفع سوية الجلوكوز في الدم (مثل تاكروليموس)، وتأثيرات معدنية قشرية مثل احتباس السوائل (الجدير بالذكر، مع ذلك، أن آثار التأثيرات المعدنية القشرية لبردنيزولون طفيفة جداً، لهذا لا تستخدم في تدبير العوز الكظري، ما لم يعط ستيروئيد قشري معدني أكثر فعالية بصورة متزامنة).
تشمل الآثار الجانبية الإضافية قصيرة الأجل كلا من الأرق، النشوة، ونادراً، الهوس (و خاصة لدى المصابين بثنائي القطبية الأول والثاني).
أما الآثارالجانبية طويلة الأمد فتشمل متلازمة كوشينغ، زيادة الوزن في الجذع، ووهن العظام، الزرق، النوع الثاني من داء السكري، والاكتئاب عند إيقاف الدواء.

### رئيسي

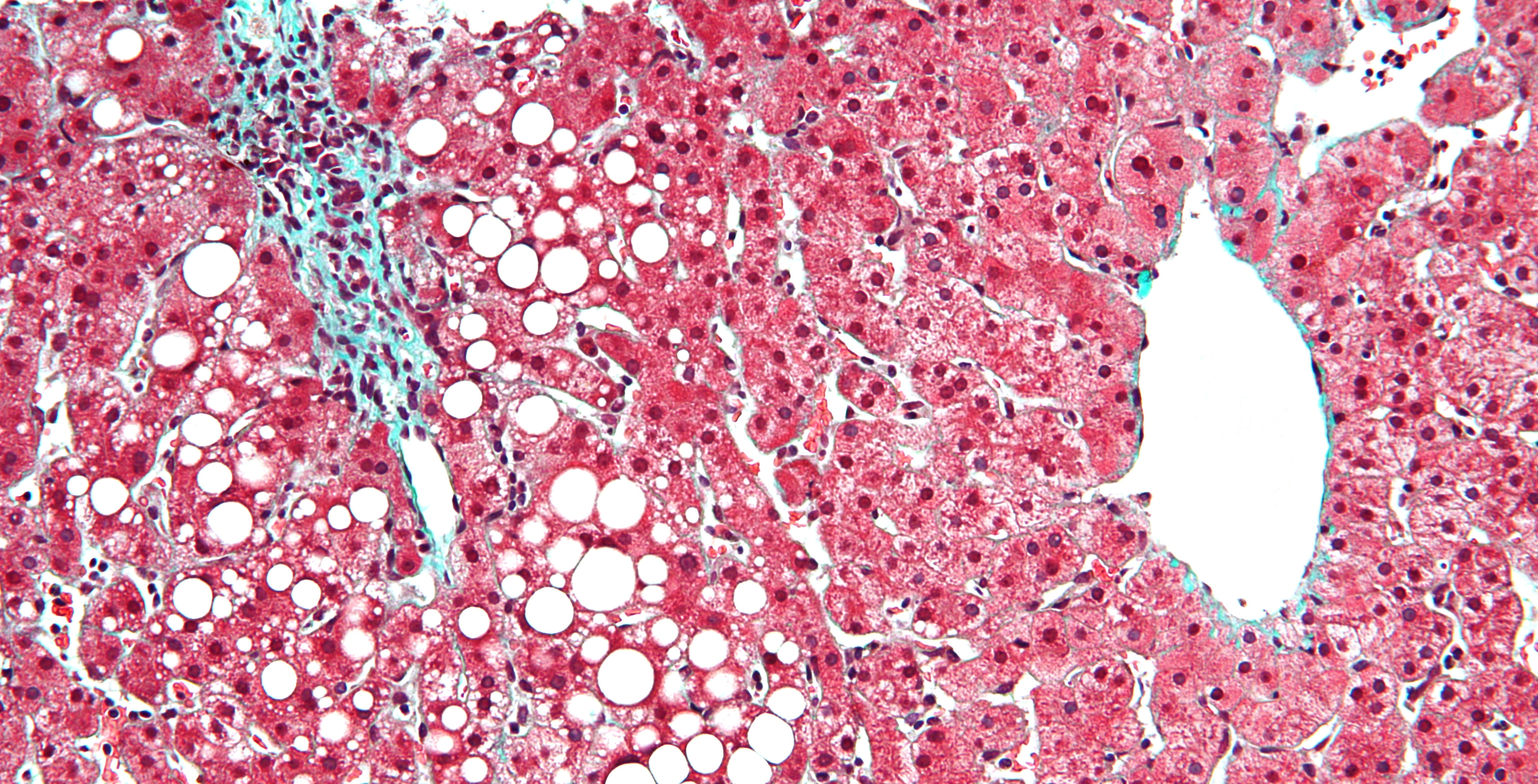
صورة مجهرية لكبد شحمي، كما قد يكون نتيجة للاستخدام طويل الأجل لبريدنيزون. صبغه ثلاثيه الالوان

- زيادة نسبة السكر في الدم لدى مرضى السكري
- زيادة الوزن
- انتباج الوجه
- الاكتئاب، الهوس، أو غيرها من الأعراض النفسية
- التعب غير العادي أو الضعف
- التشوش الذهني / التردد
- عدم وضوح الرؤية
- تقلصات البطن
- قرحة هضميه
- إنتانات
- ألم الوركين أو الكتفين
- وهن العظام بسبب الستيرويد
- الصداع النصفي طويل الأمد
- الأرق
- ألم مفصلى شديد
- الساد
- قلق
- براز أسود
- ألم في المعدة أو الانتفاخ
- تورم شديد
- تقرحات الفم أو جفاف الفم
- نخر الأوعية الدموية
- تشحم الكبد

### ثانوي
- خطوط توسعية
- العصبية
- حب الشباب
- طفح
- زيادة الشهية
- فرط النشاط
- التبول المتكرر
- إسهال
- يزيل الفلورا المعوية
- ألم في الساق
- أسنان حساسة

## وصلات خارجية
- Kelly، Janis (يوليو 2000). "Prednisone-related growth impairment persists in children with CF". Respiratory Reviews. ج. 5 ع. 7. مؤرشف من الأصل في 2012-04-02.